# Oscaecilia bassleri
Oscaecilia bassleri är en groddjursart som först beskrevs av Dunn 1942.  Oscaecilia bassleri ingår i släktet Oscaecilia och familjen Caeciliidae. IUCN kategoriserar arten globalt som livskraftig. Inga underarter finns listade i Catalogue of Life.